# Josef Sklenář
Josef Sklenář (27. dubna 1908 - ???) byl český a československý politik a poúnorový bezpartijní poslanec Národního shromáždění ČSSR.

## Biografie
Ve volbách roku 1960 byl zvolen do Národního shromáždění ČSSR za Jihomoravský kraj jako bezpartijní kandidát. V Národním shromáždění zasedal až do konce volebního období parlamentu, tedy do voleb v roce 1964.